# Fichtelberg (berg)
De Fichtelberg (1214,7 m), is een berg in Duitsland, in de deelstaat Saksen, op 1½ kilometer ten noorden van de grens met Tsjechië. Van 1949 tot 1990 was de Fichtelberg de hoogste berg van de DDR.

## Ligging, naam en omgeving
De Fichtelberg ligt niet in het, meer zuidelijk in Beieren gelegen, Fichtelgebergte, maar in het Ertsgebergte. In tegenstelling tot dit Beierse gebergte, dat vermoedelijk, evenals het hier gelegen plaatsje Fichtelberg, naar Sint Vitus heet, dankt de Fichtelberg zijn naam aan de boomsoort fijnspar, die in de Duitse taal Fichte heet.
Ten zuidoosten van de top, op ruim 900 m hoogte, ligt de vakantieplaats Oberwiesenthal. Een 1206 m hoge neventop wordt Hinterer of Kleiner Fichtelberg genoemd (750 m ten ZZW van de hoofdtop). Vier kilometer in ZZO richting ligt de hoogste top van dit gebergte, de Klinovec (Duits: Keilberg) op Tsjechisch grondgebied. Deze is 1244 meter hoog.

## Gebouwen
Op en dicht bij de top staan een uitzichttoren, die deel uitmaakt van het Fichtelberghaus en een gebouw voor landmeetkundige waarnemingen. Van hier is er een weids uitzicht op het Boheemse Ertsgebergte, o.a. op de Klinovec (Keilberg).

## Geschiedenis; bedreiging van het milieu

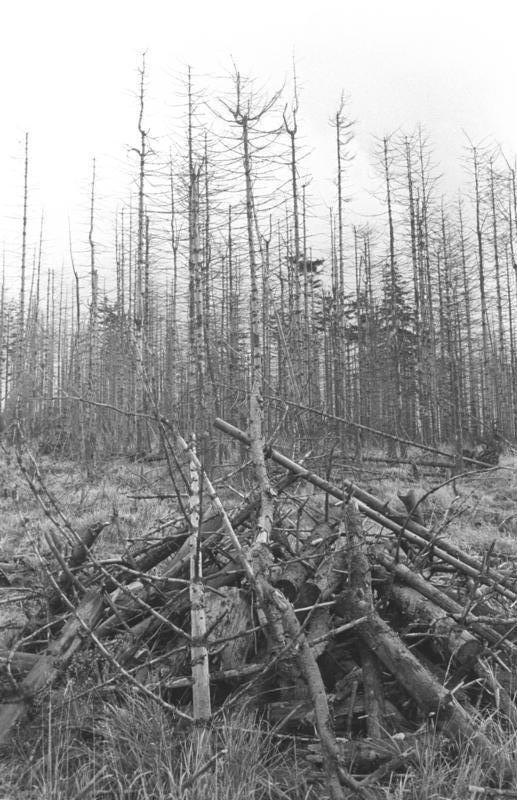
Dode bomen op de zuidhelling van de Fichtelberg, 1989
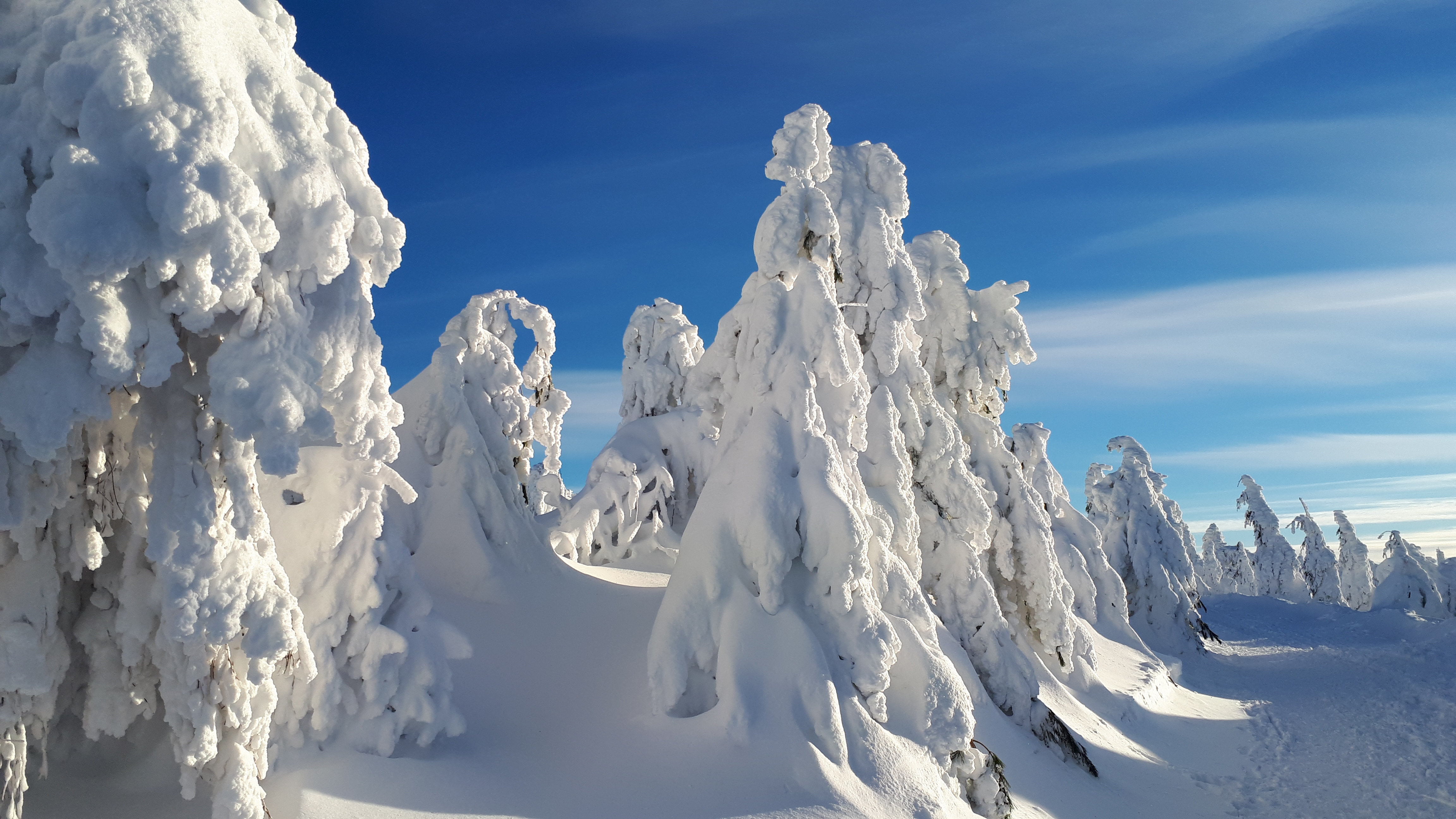
Jonge boompjes onder witte sneeuw op de Fichtelberg, 2019

Oorspronkelijk groeide een gemengd bos op deze berg, met o.a. veel beuk, gewone zilverspar en fijnspar. Later ging de mens dit gebied in gebruik nemen; er werd mijnbouw bedreven, en de snel groeiende fijnspar domineerde vanaf de 18e eeuw als monocultuur. Vanaf de jaren 1960 toenemende luchtvervuiling door het verstoken van bruinkool in industrie, huishoudens en elektriciteitscentrales veroorzaakte het beruchte Waldsterben, en er viel 's winters zelfs grijs verkleurde sneeuw. Hoewel vanaf 1990, door heraanplant en reductie van de uitstoot van stikstofverbindingen, herstel intrad, is het bos op en in de omgeving van de Fichtelberg nog altijd bedreigd. Nog steeds is de bosbodem te zuur en moet regelmatig met kalkpoeder worden bestrooid.
Ook de flora en fauna op de top, die op de boomgrens ligt en waar zeldzame alpenplanten voorkomen, wordt bedreigd, mede door de opwarming van de aarde.
Sedert 1889 staat ten gerieve van het toerisme het hotel-restaurant Fichtelberghaus. Het werd daarna vanwege de grote belangstelling voor toeristisch bezoek aan de Fichtelberg diverse malen uitgebreid. Op 25 februari 1963 werd het door brand verwoest. Vanwege bevroren bluswater, het vroor 15 graden, kon de plaatselijke brandweer niets uitrichten. In 1967 kwam de nieuwbouw gereed, die in 1997 werd gerenoveerd.

## Toerisme
Voor de wintersportliefhebbers zijn er o.a. skipistes met verscheidene skiliften, en langlaufloipes aanwezig. In de zomer kan men in dit gebied wandelen, bergwandelen of mountainbiken. Op de top is de horecagelegenheid Fichtelberghaus gevestigd. Men kan de bergtop vanuit Oberwiesenthal bereiken met een kabelbaan (1175 m lengte, 303 m hoogteverschil). Deze sluit weer aan op een smalspoorbaantje naar Cranzahl, gemeente Sehmatal. De top is ook (beperkt, vanwege parkeercapaciteit) per auto bereikbaar, vanaf de Bundesstraße 95 die door Oberwiesenthal loopt.

## Afbeeldingen

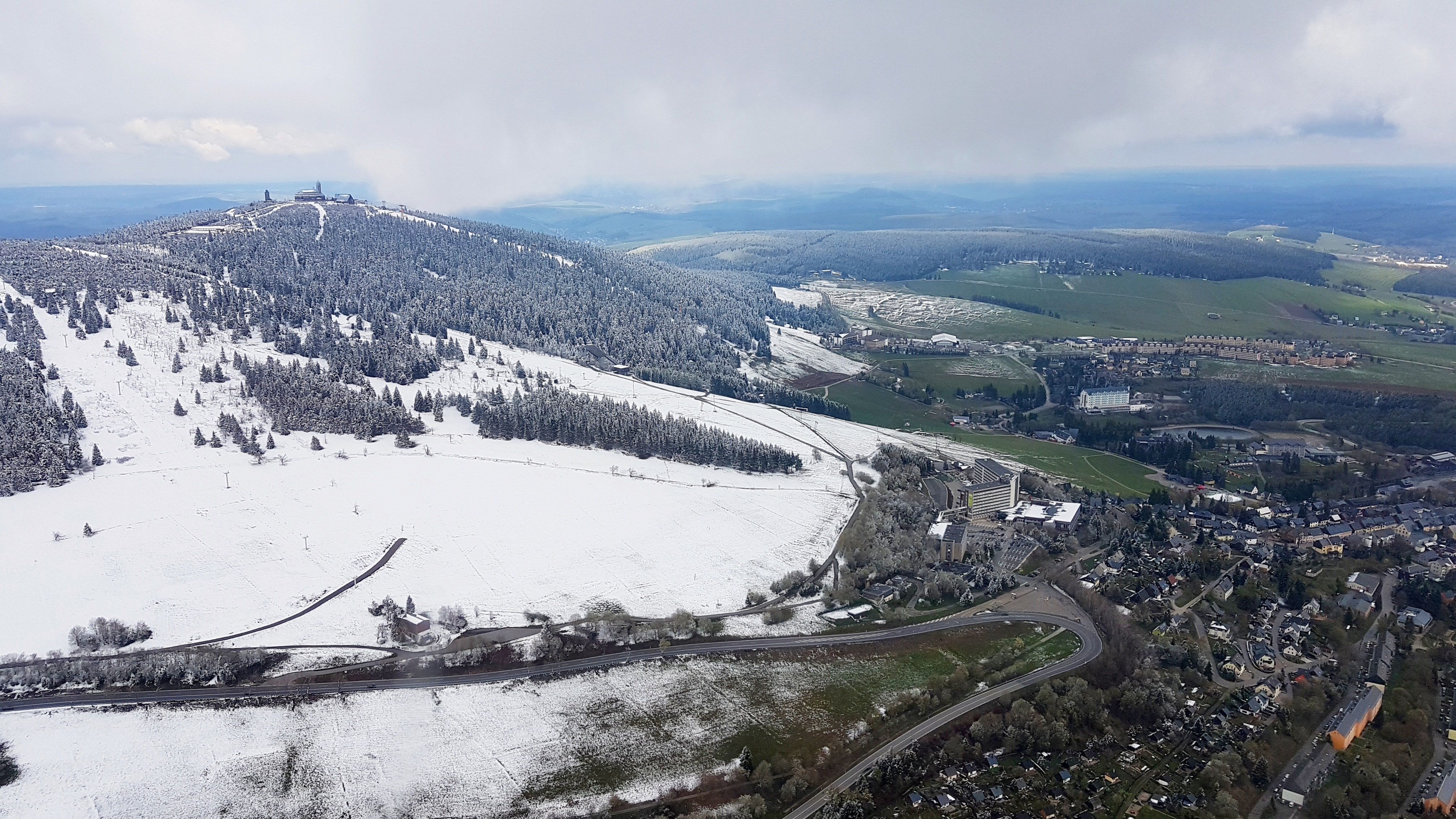
De Fichtelberg (besneeuwd) en Oberwiesenthal (sneeuwvrij)
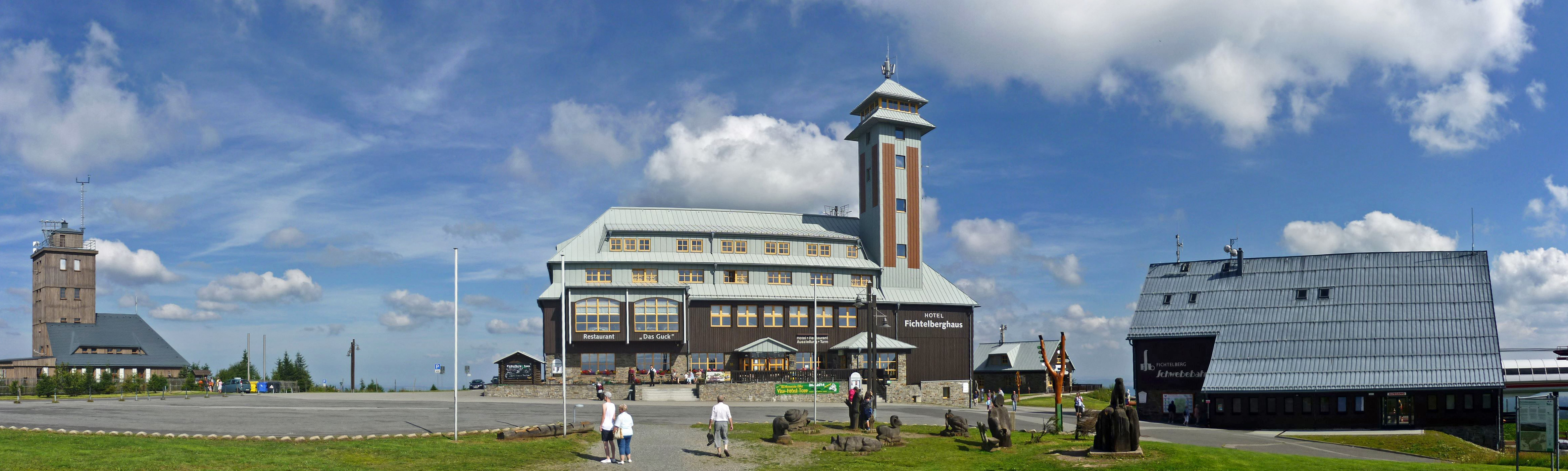
Panorama van het plateau rond de top , v.l.n.r. weerstation, het Fichtelberghaus en het bergstation van de kabelbaan Fichtelberg-Schwebebahn
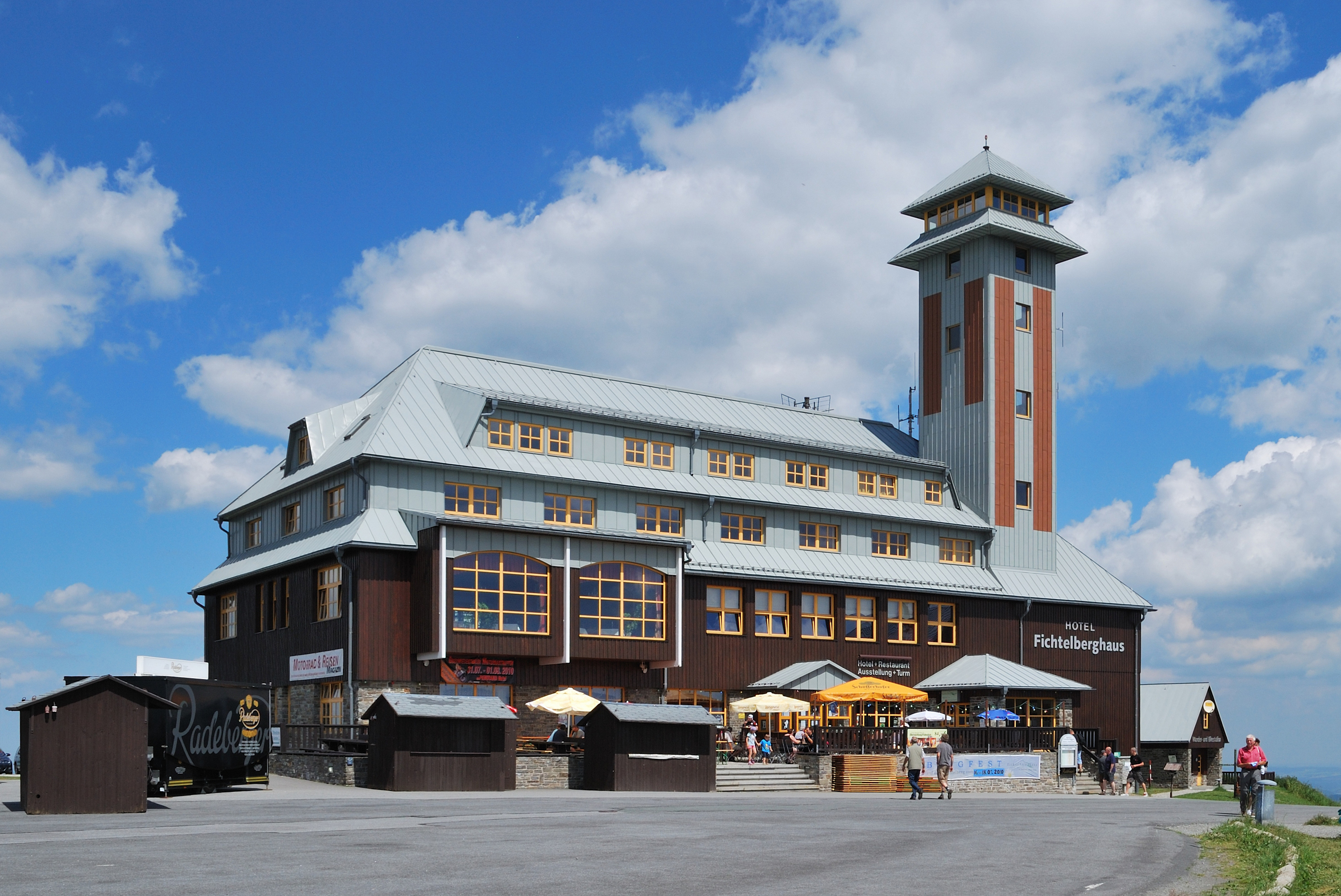
Fichtelberghaus, 2010
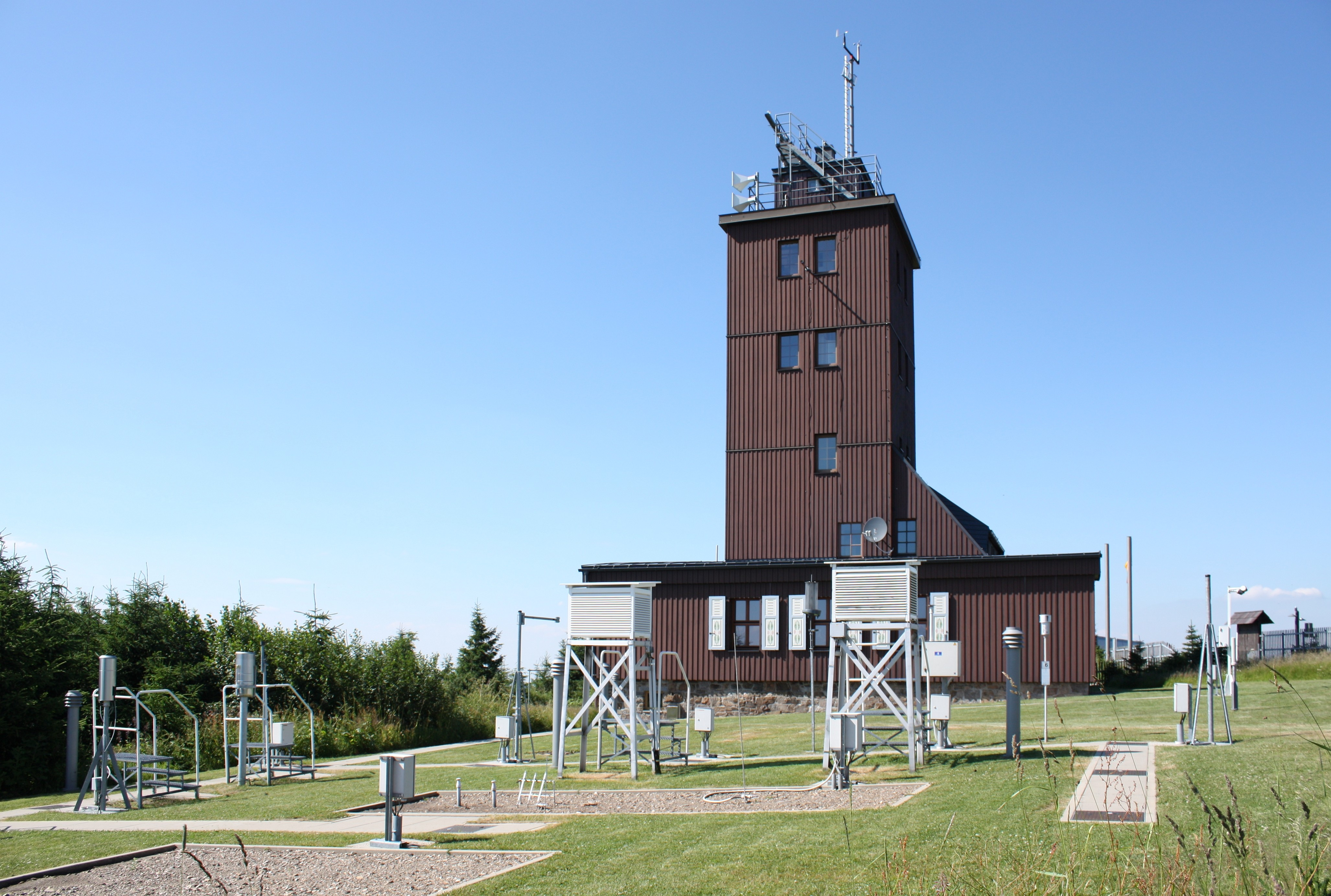
Weerstation
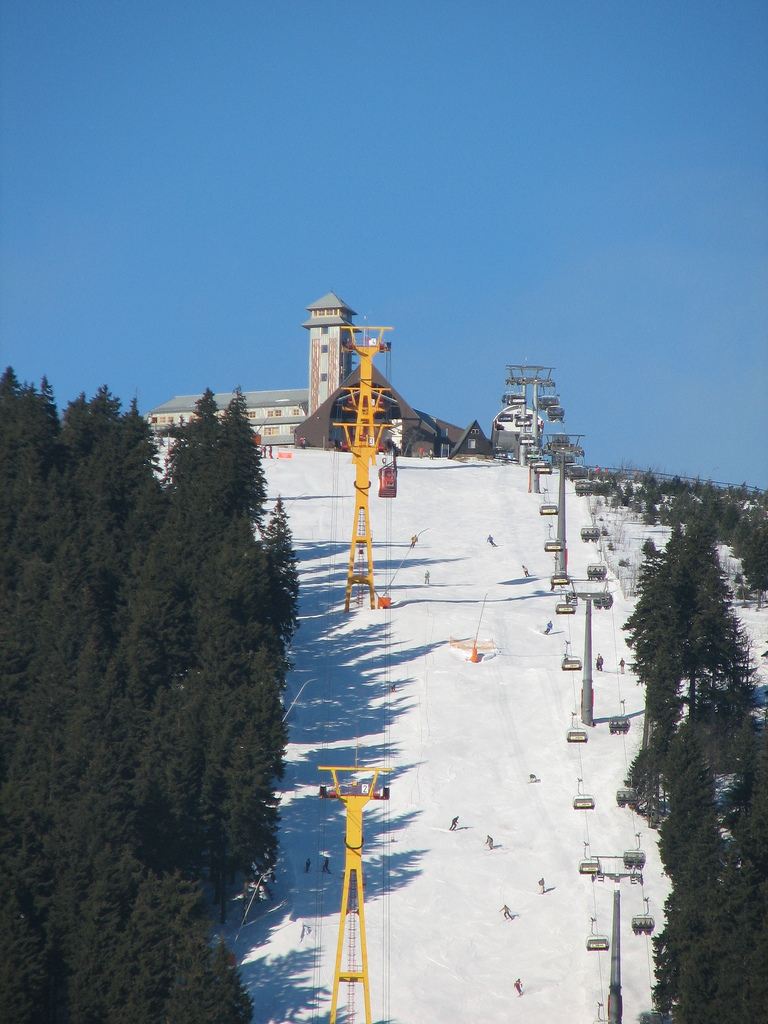
Kabelbaan
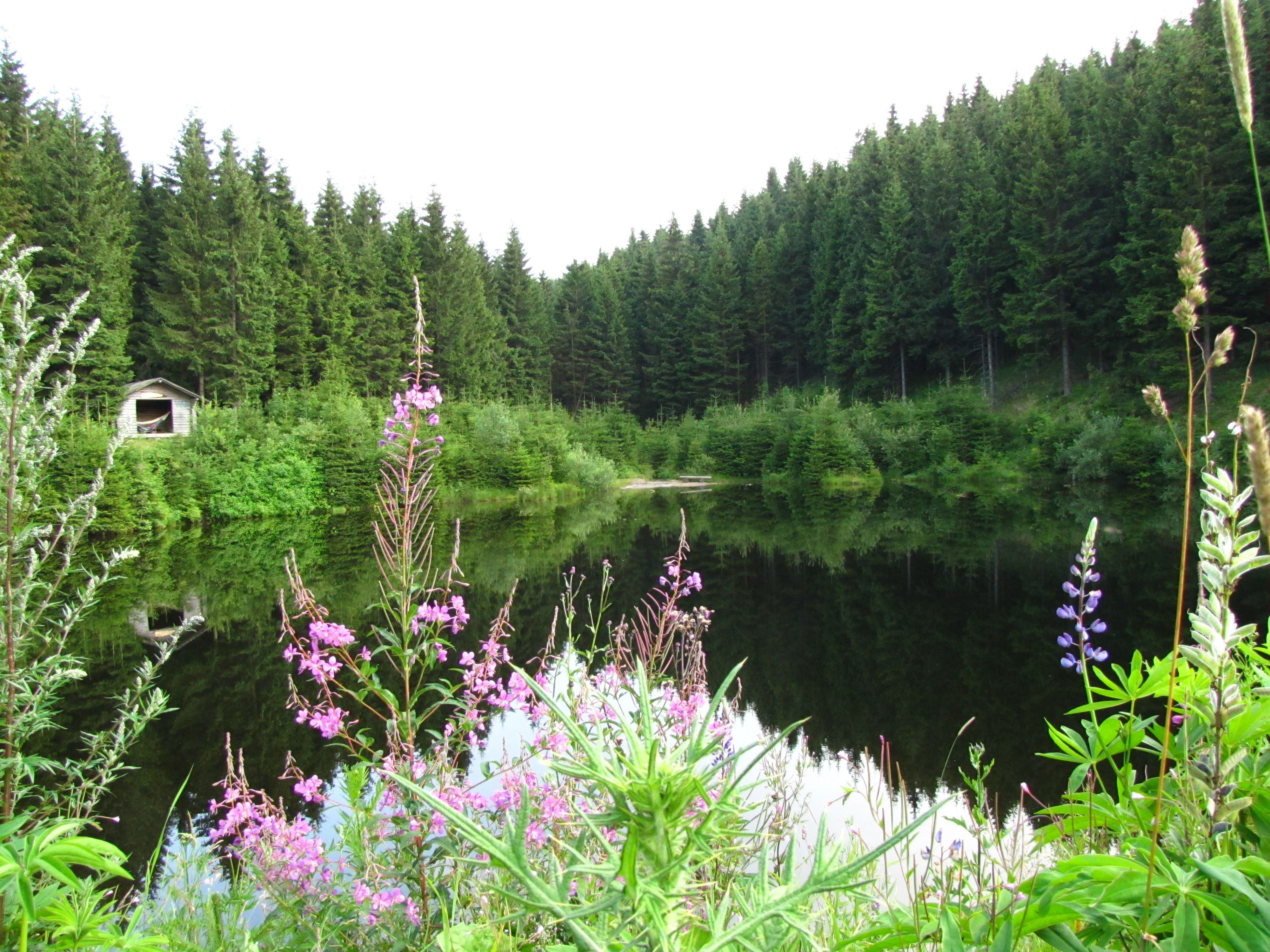
Houtvlottersvijver aan de Vierenstraße, aan de voet van de Fichtelberg